# Ayline Samardžić
Ayline Esina Samardžić (* 10. November 2002 in Locarno) ist eine schweizerisch-kroatische Tennisspielerin.

## Karriere
Samardžić begann mit fünf Jahren mit dem Tennisspielen.
Sie tritt vor allem auf Turnieren der ITF Women’s World Tennis Tour an, bei der sie noch keinen Titel gewann. Im Juni 2018 erreichte sie über die Qualifikation das Hauptfeld der Verbier Open, bei denen sie in der ersten Runde gegen Samantha Koelliker mit 4:6 und 5:7 ausschied.
Anfang Juni 2021 trat sie bei der Qualifikation zu den Croatia Bol Open an, verlor aber ihr Auftaktmatch gegen Ekaterine Gorgodse mit 0:6 und 0:6. Beim Challenger-Turnier in Makarska erreichte sie Ende Mai 2022 das Hauptfeld.
Sie erreichte 2025 zusammen mit Anastasiya Kupareva das Doppel-Finale in Kayseri.